# Léo Bastien
Pour les articles homonymes, voir Bastien.
Pas d'image ? Cliquez ici

a Compétitions nationales et continentales officielles uniquement.

b Matchs officiels uniquement.
Dernière mise à jour le 15 février 2024.
Léo Bastien, né le 6 mai 1993 à Metz, est un joueur français de rugby à XV évoluant au poste de deuxième ligne.

## Biographie
Formé au Stade dijonnais, il est recruté par le SU Agen en 2012. Il fait son apparition en équipe première contre le Biarritz olympique en août 2012, marquant un essai lors de son premier match. Après quatre saisons au SUA, il rejoint Biarritz.
Le 2 décembre 2017, le BO annonce qu'il prolonge son contrat jusqu'en 2020.
Début mai 2020, il quitte le club du Biarritz olympique. Il ne rejoue pas pendant trois ans à la suite d'une grave blessure puis s'engage à l'AS Layrac en Fédérale 1.

## Sélections
- Équipe de France -20 ans[7] : 8 sélections[1]

## Palmarès
- Finaliste du Championnat de France espoirs en 2013.